# Jelena Michailowna Samolodtschikowa
Jelena Michailowna Samolodtschikowa (russisch Елена Михайловна Замолодчикова; * 19. September 1982 in Moskau, Sowjetunion) ist eine ehemalige russische Kunstturnerin. Sie war zweifache Olympiasiegerin.

## Leben
Samolodtschikowa begann im Alter von sechs Jahren mit Geräteturnen. Ihre ersten internationalen Wettkämpfe von Bedeutung waren die Turn-Weltmeisterschaften 1999 in Tianjin. Dort gewann sie im Pferdsprung und wurde Dritte im Einzelmehrkampf. Im Mannschaftsmehrkampf resultierte eine Silbermedaille.
Bei den Olympischen Spielen 2000 in Sydney nahm Jelena Samolodtschikowa an sechs Wettbewerben teil und gewann drei Medaillen. Sie gewann die Einzelwettbewerbe im Pferdsprung und am Boden und mit der russischen Mannschaft wurde sie Zweite im Mannschaftsmehrkampf. Vier Jahre später gewann sie bei den Olympischen Spielen in Athen noch eine Bronzemedaille im Mannschaftsmehrkampf. Im Pferdsprung platzierte sie sich auf dem 4. Rang.
Samolodtschikowa ist auch zweifache Weltmeisterin. Nach 1999 wurde sie bei Turn-Weltmeisterschaften 2002 in Debrecen nochmals Weltmeisterin im Pferdsprung.